# Ez az élet, Babolcsai néni!
A Ez az élet, Babolcsai néni a P. Mobil negyedik stúdióalbuma 1994-ből, a visszatérés alkalmából. A lemezhez az első dalötletek már 1985-ben elkészültek, akkor azonban nem valósult meg az album, az együttes pedig felfüggesztette működését. A visszatérés után készült végleges anyagba az eredetileg tervezett daloknak mintegy fele került be az új szerzemények mellé. 2019-ben a lemez megjelent LP formátumban is, majd ősszel a digipak-is CD-újrakiadás is, bónusz dalokkal.

## Áttekintés
A P. Mobil már a nyolcvanas évek közepén elkezdett olyan dalokat játszani, melyek addig nem kerültek lemezre. Ezek egy 1985 körül tervezett új album, a Babolcsai néni új számai lettek volna, ám az együttes leállása miatt a terv meghiúsult, a kész dalok és daltöredékek a fiók mélyére kerültek. Az eredeti koncepció szerint a lemez épített volna az Ifjúsági Magazin Válogatott magánügyek című rovatának leveleire, bár ezt Schuster a nyolcvanas években nyilatkozta le, és utóbb se megerősíteni, se cáfolni nem tudta. Amikor 1994-ben az együttes újbóli összeállása alkalmából feljátszották a számokat, a korábbi verziók inkább csak kiindulópontként szolgáltak, azok modernizálásra, gyakran teljes átírásra kerültek.
Az album már egy olyan korban jelent meg, amikor a CD megkezdte hódító útját az országban, bakelitlemezt pedig már nem akart senki gyártani, így először csak CD-n és kazettán jelent meg. 2019-ben a zenekar aktuális kiadója, a GrundRecords a hangfelvétel tulajdonosától, a Fotexnettől megvásárolta az album fizikai formában történő újrakiadásának jogait. Mivel megvolt a mesterszalag, ezért annak a feljavításával készült el mindkét formátum. Az album májusban LP, novemberben pedig CD-n is a boltok polcaira kerülhetett. Utóbbi digipak formátumban jelent meg.
A lemezborító Viszt György alkotása, amely meglehetősen provokatív: egy örökmozgó szerkezetet ábrázol, maszturbálás közben (amelyre a lemezgyár azt hitte, hogy egy mikrofont tartó kéz). Az első kiadású CD- és az LP-kiadás borítója között minimális különbség látható. A borító ugyanis egy makettről készített fénykép, de nem tökéletes szögből lett fotózva, így az eredeti kiadás frontjáról a jobb oldali fogaskerék "kilóg". Az újrakiadásra a GrundRecords ezt az anomáliát az eredeti képanyag birtokában könnyedén helyrehozta. Az első kiadású CD hátlapján egy fénykép látható, amelyen a Babolcsai néninek öltözött Schuster Lóránt a zenekar többi, földbe ásott tagját kapálja. Érdekesség, hogy a fénykép régebbi, ahhoz képest megváltozott a zenekar felállása, így a kilépett Donászy Tibor feje helyére számítógéppel retusálták oda Mareczky Istvánt. Az album a címét egy régi anekdota alapján kapta, mely szerint a falu bolondja világos nappal a főtéren „saját intim testrészével van intenzíven elfoglalva”. Az épp arra járó Babolcsai néni szemrehányó, rosszalló kérdésére érkezik a válasz: „Ez az élet, Babolcsai néni!”. Az LP-kiadás belső tasakjára került a már említett fénykép eredeti változata, továbbá Viszt György alkotásai, és a dalszövegek.
A nyitódal, a Szívpörkölt az Asszony-sorozat második darabja, lényegében az Asszonyt akarok folytatása, a férfi-női viszonyt boncolgatja, a nők „elsárkányosodását” feszegetve. Az „Embered voltam” története egy öreg kutyáról szól, akinek utolsó útja az orvoshoz vezet, ahol elaltatják. A Buta fiúk, kövér lányok egy társadalomkritika, egyben intelem a fiatalságnak, hogy rossz irányba tartanak a dolgok. Az Élsz-e még? Cserháti István korábbi szerzeményének teljes átirata, amely azokhoz az emberekhez szól, akikkel hosszú évekig nem találkoztak: zenésztársakkal, rajongókkal, mindenkivel, akivel nem tartották a kapcsolatot a leállás miatt. A „Műholdra néz az ablakom” szintén egy társadalomkritika, arra reflektál, hogy az emberekkel bármit meg lehet tenni, csak nézhessék a tévében a brazil sorozatokat, míg szétlopnak körülöttük mindent. Az „Egyszer az életben” voltaképpen egy nekrológ, melyet Bencsik Sándor emlékére írtak. Az album címadó dala egyfajta kombinációja az anekdotának, és Schuster Lóránt látogatásának a Kennedy Űrközpontban, ahol két filmet látott, s mely nagy hatással volt rá. Ezek hatására keletkezett a dal a bolygóról, amely a világegyetem hatalmasságában olyan kicsi, és mégis egymást ölik rajta az emberek. Az "Örökké szeress" egy romantikusabb, ugyanakkor a kilátástalanságot is kifejező szám, Schuster akkori érzelemvilágára reflektálva. A „Dugjatok a 220-ba” a vidéki diszkóbalesetekről szól, amikor a buliból hazafelé tartó fiatalok részegen, bedrogozva fának rohannak az autójukkal. A "Kiveszőben vagyok" dalszövege kettős értelmű: egyfelől a csökkenő születésszámra reflektál, másrészt arra, hogy ekkoriban kezdett el szép lassan eltűnni a korábbi nagy magyar rockgeneráció. A "Ha újra kezdeném" egy ballada, egy soha meg nem született kisgyerekről, akit el kellett vetetni, Schuster számára személyesen és általánosságban is fájdalmas dologként. A lemez záródala, Az utolsó Rock 'n Roll a koncertek gyakori zárószáma, Tunyogi Péter mindennapi életének meglehetősen gyors tempóban felénekelt elregélése.

## Dallista
1. Szívpörkölt (Sárvári Vilmos – Schuster Lóránt)
2. Embered voltam (Kékesi László – Schuster Lóránt)
3. Buta fiúk, kövér lányok (Kékesi László – Schuster Lóránt)
4. Élsz-e még (Kékesi László – Schuster Lóránt)
5. Műholdra néz az ablakom (Sárvári Vilmos – Schuster Lóránt)
6. Egyszer az életben (Sárvári Vilmos – Schuster Lóránt)
7. Ez az élet, Babolcsai néni (Sárvári Vilmos – Schuster Lóránt)
8. Örökké szeress (Sárvári Vilmos – Schuster Lóránt)
9. Dugjatok a 220-ba (Sárvári Vilmos – Schuster Lóránt)
10. Kiveszőben vagyok (Kékesi László – Schuster Lóránt)
11. Ha újra kezdeném (Kékesi László – Schuster Lóránt)
12. Az utolsó Rock'n'Roll (Tunyogi Péter – Schuster Lóránt)

### 2019-es újrakiadás
Az újrakiadásra öt extra dal is felkerült, melyek eredetileg az 1994-es Fradi-pálya koncertlemezen kaptak helyet. Különlegességük, hogy valójában nem koncertfelvételek, hanem stúdióban felvett számok, a közönségzajt utóbb keverték alájuk. Ezek olyan dalok voltak, amiket az együttes nem adhatott ki korábban.
A teljes anyagot Rozgonyi Péter újította fel az újrakiadás évében. A korábban elterjedt hírekkel ellentétben azonban nem keverte újra. A felújítási folyamat természetesen kiterjedt arra is, hogy az LP külön vinylre optimalizált masztert kapott.[forrás?]
1. Simli Show (Bencsik Sándor – Huszár Erika)
2. Hajsza (Bencsik Sándor – Schuster Lóránt)
3. A Gálya (Bencsik Sándor – Schuster Lóránt)
4. Lódentánc (Bencsik Sándor – Schuster Lóránt)
5. Átverés (Bencsik Sándor – Schuster Lóránt)

## Közreműködtek
- Kékesi László – basszusgitár, vokál
- Mareczky István – dob, ütőhangszerek
- Sárvári Vilmos – gitár, vokál
- Schuster Lóránt – zenekarvezető, szövegíró, vokál
- Tunyogi Péter – ének
- Zeffer András – billentyűs hangszerek, vokál
- Tunyogi Bernadett, Tunyogi Orsolya – vokál